# غلامان سفلي (مقاطعة دورة)
غلامان سفلي (بالفارسية: غلامان سفلی) هي قرية تقع في Shurab Rural District في إيران. يقدر عدد سكانها بـ 190 نسمة بحسب إحصاء 2016.